# 西拉 (吉伦特省)
西拉（法語：Sillas）是法国吉伦特省的一个市镇，属于朗贡区（Langon）格里尼奥尔县（Grignols）。该市镇总面积7.63平方公里，2009年时的人口为117人。

## 人口
西拉人口变化图示